# Microstylum strigatum
Microstylum strigatum är en tvåvingeart som beskrevs av Günther Enderlein 1914. Microstylum strigatum ingår i släktet Microstylum och familjen rovflugor. Inga underarter finns listade i Catalogue of Life.